# 上海广播电视台都市频道
上海广播电视台都市频道（英語：City TV）是上海广播电视台的一个电视频道。该频道由上海广播电视台的娱乐频道（原上海东方电视台新闻娱乐频道）和星尚频道（原上视二套）合并而成，隶属于上海广播电视台，节目则由上海广播电视台旗下的上海都市乐聆文化传播有限公司负责制作。

## 历史

### 娱乐频道
东视娱乐频道的前身是1993年开台的上海东方电视台的主频道，当时称作东视20频道，后改名为东视一套，是一个综合频道。2001年上海文广新闻传媒集团成立，上海电视台和上海东方电视台被合并，东视一套在文广集团对频道进行的专业化整合中改名为“新闻娱乐频道”，主要播出新闻节目和娱乐节目，原先播出的其它类型的节目（如法制节目“东方110”）被调走。
2005年12月，SMG整合原东方卫视、新闻娱乐频道、文艺频道的综艺与娱乐节目资源整合至SMG综艺部统一接管，综艺部对外品牌名为“新娱乐”。
2008年1月1日，SMG旗下公司新娱乐传媒占用了该频道的全部时段，取消了新闻内容的播出，《东视夜新闻》、《热线传呼》、《东视广角》和有着15年历史的《东视新闻》被取消，《媒体大搜索》、《东方110》调整至上视新闻综合频道播出，原东视新闻主播及记者则调入东方卫视、新闻综合频道工作。同日，该频道改名为“娱乐频道”。
上海东方电视台娱乐频道是目前唯一仍然使用上海东方电视台“红日海鸥”台标的频道。但2006年新娱乐传媒吞并原东视新闻娱乐频道、文艺频道和戏剧频道后，该频道一直将自己称作“新娱乐频道”（为避免台呼与北京广播电视台旗下北广传媒开办、鼎视传媒代理的数字付费频道“新娱乐频道”起冲突，故2010年起台呼仅有“娱乐频道”），并一直避免提到“东方电视台”，口号亦呼号为“东方新娱乐”（通常涉及东方卫视平台节目时）。

### 星尚频道
上海电视台14频道于1989年10月1日开播，是上海市人民政府1989年为上海人民办的12件实事之一。该频道最初转播中国中央电视台第二套教育节目，后改为自办节目频道，内容以经济信息、农村节目、影视剧为主。在上海有线电视台各频道撤并至上视和东视之前，14频道主要播放体育、文艺、影视剧和外语节目。直到上海有线电视台各频道撤并至上视和东视之后，原来的体育、文艺、影视剧节目调至五星体育频道、上海东方电视台文艺频道和上海电视台电视剧频道播出；外语节目在该频道继续播出，2006年随着SMG电视新闻中心（现融媒体中心）的正式启用，外语节目调至上海电视台新闻综合频道播出。
2002年起，原上视二套更名为生活时尚频道，开始播出生活及时尚节目；2003年上海时尚文化传媒有限公司成立；2009年6月6日公司更名为星尚传媒，频道也在2010年6月6日更名为星尚频道。
2014年3月15日，原有东方卫视、娱乐频道、星尚频道、艺术人文频道、七彩戏剧频道、生活时尚频道（付费频道）合并组建成全新的“东方卫视中心”，原有频道版面、节目带，正式转入东方卫视中心的运营系统。同时东方卫视的重要节目会在同中心旗下地面频道的电视荧屏右上角角标进行宣传，角标镜面与东方卫视的一致。
2015年8月25日，该频道的高清版本开播，实现了高、标清同步播出。

### 两频道合并
2019年1月1日零时起，娱乐频道和星尚频道合并为全新的都市频道，使用原娱乐频道的频谱资源播出；原星尚频道在2019年1月1日2:30全天节目结束之后改为播出“频道调整 敬请期待”字卡，上海东方有线原星尚频道的频道位置（4/204）被纪实频道（现纪实人文频道）取代，而周边县区有线电视接收的星尚频道则停止转播，原频道号暂时空缺。
新合并后的都市频道沿用原东方电视台“红日海鸥”台标，面向长三角地区播出（截至目前，该频道主要在上海地区有线和电信网络播出，上海以外仅有江苏省苏州市常熟市、浙江省嘉兴市县区有线电视接收），提供“民生服务、海派文化、美食、健康养生、生活资讯”五大节目板块，同时开设“长三角”系列季播综艺节目（其中《长三角家庭演唱大赛》已在合并前开播）。两频道的合并也体现了SMG“精办频道、精办节目”的“改革决心”。
2023年9月起，都市频道、东方影视频道、七彩戏剧频道的内容制作以及商业运营归属上海广播电视台旗下上海都市乐聆文化传播有限公司。

## 节目

### 现有节目
注：
1. 以下内容仅供参考，最终播出时间及播出内容可能有变动，以实际播出为准。
2. 下表所列编排自2024年2月起执行。

| 时间   | 17:00      | 17:30              | 18:00                | 18:30                | 19:00      | 19:30      | 20:00                | 20:30                | 21:00                   | 21:30                   | 22:00                | 22:05                | 22:30                | 22:50                | 23:10              | 23:20              | 23:30              |                |
| ------ | ---------- | ------------------ | -------------------- | -------------------- | ---------- | ---------- | -------------------- | -------------------- | ----------------------- | ----------------------- | -------------------- | -------------------- | -------------------- | -------------------- | ------------------ | ------------------ | ------------------ | -------------- |
| 星期一 | 我们退休啦 | 淘最上海           | 新老娘舅之我要问律师 | 新老娘舅之我要问律师 | 嘎讪胡     | 嘎讪胡     | 人气美食             | 人气美食             | X诊所                   | X诊所                   | 人气美食（重播）     | 人气美食（重播）     | 人气美食（重播上期） | 人气美食（重播上期） | 嘎讪胡（重播）     | 嘎讪胡（重播）     | 嘎讪胡（重播）     |                |
| 星期二 | 我们退休啦 | 淘最上海           | 新老娘舅之我要问律师 | 新老娘舅之我要问律师 | 嘎讪胡     | 嘎讪胡     | 人气美食             | 人气美食             | X诊所                   | X诊所                   | 人气美食（重播）     | 人气美食（重播）     | 人气美食（重播上期） | 人气美食（重播上期） | 嘎讪胡（重播）     | 嘎讪胡（重播）     | 嘎讪胡（重播）     |                |
| 星期三 | 我们退休啦 | 淘最上海           | 新老娘舅之我要问律师 | 新老娘舅之我要问律师 | 嘎讪胡     | 嘎讪胡     | 人气美食             | 人气美食             | X诊所                   | X诊所                   | 人气美食（重播）     | 人气美食（重播）     | 人气美食（重播上期） | 人气美食（重播上期） | 嘎讪胡（重播）     | 嘎讪胡（重播）     | 嘎讪胡（重播）     |                |
| 星期四 | 我们退休啦 | 淘最上海           | 新老娘舅之我要问律师 | 新老娘舅之我要问律师 | 嘎讪胡     | 嘎讪胡     | 人气美食             | 人气美食             | X诊所                   | X诊所                   | 人气美食（重播）     | 人气美食（重播）     | 人气美食（重播上期） | 人气美食（重播上期） | 嘎讪胡（重播）     | 嘎讪胡（重播）     | 嘎讪胡（重播）     |                |
| 星期五 | 我们退休啦 | 淘最上海           | 新老娘舅之我要问律师 | 新老娘舅之我要问律师 | 疯狂的冰箱 | 疯狂的冰箱 | 好吃记得夸我（精编） | 好吃记得夸我（精编） | 36.7℃明星听诊会（精编） | 36.7℃明星听诊会（精编） | 人气美食（精编）     | 人气美食（精编）     | 人气美食（精编）     | 人气美食（精编）     | 疯狂的冰箱（精编） | 疯狂的冰箱（精编） | 疯狂的冰箱（精编） |                |
| 星期六 | 淘最上海   | 广场大民星（精编） | 新老娘舅之我要问律师 | 新老娘舅之我要问律师 | 老好的生活 | 老好的生活 | 沪语人气王（精编）   | 沪语人气王（精编）   | 36.7℃明星听诊会（精编） | 36.7℃明星听诊会（精编） | 人气美食（精编）     | 人气美食（精编）     | 老好的生活（重播）   | 老好的生活（重播）   | 老好的生活（重播） | 老好的生活（重播） | 淘最上海（重播）   |                |
| 星期日 | 淘最上海   | 广场大民星（精编） | 老好的生活（精编）   | 老好的生活（精编）   | 嘎讪胡     | 嘎讪胡     | 好吃记得夸我         | 好吃记得夸我         | 广场大民星（重播）      | 广场大民星（重播）      | 好吃记得夸我（精编） | 好吃记得夸我（精编） | 好吃记得夸我（精编） | 好吃记得夸我（精编） | 嘎讪胡（重播）     | 嘎讪胡（重播）     | 嘎讪胡（重播）     | 嘎讪胡（重播） |

顏色指引：   綜藝節目   生活/资讯節目   重播/精编时段
- 每周五19:00-20:30为季播节目播出时段，如暂无季播节目上线时以东方卫视过往节目代替；于春节、十一期间，本频道会进行特别编排，部分（或全部）常规节目会暂停播出，以特别节目、重播节目（包括东方卫视过往节目）取代。
- 节目开始前播放“开心全接触”片头的为外包节目。

### 其他非黄金时段首播节目
- 淘最霓虹（每周日13:00首播）

### 季播节目
合并后的都市频道计划推出“长三角”系列季播综艺节目带，计划播出的节目包括《长三角演唱大赛》、《长三角喜剧人大赛》、《长三角欢乐合唱团》、《长三角明星影视配音大赛》、《长三角最美小镇》等。目前除《长三角演唱大赛》外，其余节目播出计划均已流产。
除《长三角演唱大赛》外，都市频道亦播出以下季播综艺节目：
- 《侬是上海人伐》（第二季已完结）
- 《梦想齐声唱》（已完结）
- 《侬好上海》（第二季已完结）
- 《沪语人气王》（第二季）
- 《长三角沪语大会》
- 《长三角方言大会》[9]
- 《广场大民星》（第三季）

### 特备节目
- 蓝天下的至爱特别节目（包括《蓝天下的至爱慈善晚会》）
- 中国电影导演协会年度表彰评选颁奖晚会（东方卫视亦有播出，该频道为重播）
- 上海旅游节花车巡游

### 已停播
- 贴心保姆
- 新娱乐在线（已并入“文娱新天地”，现为“百视大看点”）
- 嘿！你怎么想
- 超级家庭
- 林海秀
- 疯狂食验室
- 今日印象
- 星旅途
- 平安都市119
- 36.7℃明星听诊会

### 已停播（原娱乐频道节目）
- 东视新闻
- 东视广角
- 早安上海
- 东视午新闻
- 东视夜新闻
- 东视今夜播报
- 东视财经
- 快乐大转盘
- 共度好时光
- 激情方向盘
- 飞跃太平洋
- 白金大碟
- 法律与道德
- 星期五档案
- 财富大考场(后改名为“才富大考场”)
- 老娘舅（海派情景喜剧）
- 广场大名星
- 陈辰全明星(后改名为“陈辰全民星”)
- K歌全民星
- 新评头论足
- 精彩老朋友
- 百家心·阿庆讲故事
- 笑林盛典
- 舞林大会
- 欢乐星期二[a]
- 乐来乐开心
- 世界爸妈说（已移至星尚频道播出）
- 陈蓉朋友圈（原“陈蓉博客”）
- 今夜说点事
- 相约星期六
- 阿拉乒乓响（一度于整合后的本频道重播）
- 隐藏的歌手（与北京、广州、深圳电视台共有版权，一度于整合后的本频道重播）
- 万万看不懂[b]
- 爸爸妈妈向前冲

### 已停播（原星尚频道节目）
2014年时，星尚频道现时自制或自主版权节目日播出量7小时。自2017年起，该频道停播了大多数的自制或自主版权节目，停播前该频道在播（首播）自制或自主版权节目仅剩8档，其余大部分时段则重播该频道自制节目或重播东方卫视节目。
- 我们的新家（目前于整合后的本频道重播）
- 世界爸妈说[c]
- 问鼎世界
- 星尚情报
- 乐活好正点[d]
- 今天谁买单
- 甲方乙方
- 因为爱情
- 恋爱假期
- 生活大不同
- 左右时尚
- 对话优雅
- 爱你爱美丽
- 时尚制造者
- 侬最有腔调
- 美食大王牌
- 你是几零后
- 筑巢梦想+
- 绿色新生活
- 生活侃侃看
- 星尚之夜
- 星地产
- 平安上海[e]
- 生活全接触
- 星尚精选
- 星尚大典
- “今晚”系列：《今晚我们读书》、《今晚我们看电影》、《今晚我们赏画》、《今晚我们听音乐》、《今晚我们品酒》[f]
- 年播系列：《中国年味》、《春暖清明》、《端午情缘》、《月满中秋》、《时尚新年》、《她美丽中国》、《喊出你的爱》、《爱劳动爱生活》[g]
- 纪录片系列：时尚系列（《时尚表情》、《时尚对话》和《时尚感觉》）、幸福系列（《幸福中国》、《生活万岁》和《我的故事》）、《创意未来》、《体验中国》

## 与SMG其他频道的关系
前上海娱乐频道、星尚频道一直与东方卫视保持节目互相重播、合办节目等关系。2006年2月12日首播的真人秀节目《舞林大会》在娱乐频道（时称新闻娱乐频道）后，由于在上海地区取得收视佳绩，最高收视率达到15.9，故在2006年10月举办全国版《舞林大会》，并移至东方卫视播出。2014年3月15日起，原有东方卫视、娱乐频道、星尚频道、艺术人文频道、七彩戏剧频道、生活时尚频道合并组建成“东方卫视中心”，原有频道版面、节目带，正式转入东方卫视中心的运营系统。同时东方卫视的重要节目会在同中心旗下地面频道的电视荧屏右上角角标进行宣传，角标镜面与东方卫视的一致。而事实上，在东方卫视中心成立前，娱乐频道、星尚频道早已通过滚动字幕、右上角角标宣传东方卫视的重要节目。
在频道合并之前，娱乐频道会在部分时段重播东方卫视的节目，原星尚频道一样也会在部分时段重播东方卫视的节目，主要重播节目以季播节目、《东方大看点》为主。同时原星尚频道也会重播原娱乐频道的节目（如《淘最上海》）。此前，东方卫视也会重播娱乐频道节目（如《36.7℃明星听诊会》曾在2014年暑假短暂重播）或将娱乐频道节目安排在东方卫视首播（如《家庭演播室》、《精彩老朋友》），现东方卫视已不再播出上海娱乐频道的节目；而原星尚频道的部分首播节目也曾安排在东方卫视播出，包括《X诊所》、《万万看不懂》。
2019年1月1日起，原娱乐频道、星尚频道合并为都市频道，因此原娱乐频道和星尚频道之间的节目重播关系被取消。现都市频道仍有东方卫视节目重播时段（一般为季播综艺节目播出完毕，且无新一季节目上线时才会重播）。

## 主持人
目前都市频道的主持人均为上海都市乐聆文化传播有限公司的主持人。而该频道的部分主持人亦会于东方卫视主持节目及该频道外包节目。

### 都市乐聆主持人
| 姓名           | 主持节目                       |
| -------------- | ------------------------------ |
| 杨蕾           | 《新老娘舅之我要问律师》       |
| 周瑾           | （暂无）                       |
| 张芳           | 《X诊所》                      |
| 刘彦池         | 《X诊所》                      |
| 杨乐           | 《X诊所》                      |
| 樊路易         | 《疯狂的冰箱》《好吃记得夸我》 |
| 万蒂妮         | 《疯狂的冰箱》《X诊所》        |
| 王冰皓         | 《X诊所》                      |
| 朱赤丹（丹丹） | 《X诊所》《老好的生活》        |
| 赵琦鑫         | 《我们退休啦》                 |
| 佘雅静         | 《X诊所》                      |
| 小宝           | 《人气美食》                   |

### 外包节目/嘉宾主持
| 姓名           | 主持节目                   |
| -------------- | -------------------------- |
| 王嫣           | 《淘最上海》《我们退休啦》 |
| 舒悦           | 《嘎讪胡》                 |
| 吴新伯         | 《嘎讪胡》                 |
| 黄震良         | 《嘎讪胡》                 |
| 蔚兰           | 《老好的生活》             |
| 陈雪栋（东东） | 《老好的生活》             |
| 阮继凯         | 《老好的生活》             |
| 郭林鈞（小鍋） | 《疯狂的冰箱》             |